# Oscarito
Oscarito, nome artístico de Oscar Lorenzo Jacinto de la Inmaculada Concepción Teresa Díaz (Málaga, 16 de agosto de 1906 – Rio de Janeiro, 4 de agosto de 1970), foi um ator espanhol, naturalizado brasileiro. É considerado um dos mais populares humoristas do Brasil, ficando famoso pela dupla que fez com Grande Otelo, em comédias dirigidas por Carlos Manga e Watson Macedo.

## Biografia

Genésio Arruda e Oscarito em 1934

Oscarito nasceu na Espanha, numa família circense. A família imigrou para o Brasil quando Oscarito tinha um ano de idade. O artista se naturalizou brasileiro em 1949. 
Estreou no circo aos cinco anos de idade no papel de um índio, numa adaptação da obra O Guarani, de Carlos Gomes. Ali aprendeu a tocar violino e também foi palhaço, acróbata e trapezista.
Estreou no teatro de revista em 1932, na peça Calma, Gegê, que satirizava o presidente Getúlio Vargas, de quem se tornaria amigo. No cinema, estreou em Noites Cariocas, de 1935, embora tenha figurado num filme anterior, e foi nessa arte que ganhou enorme popularidade no país. Fez parceria com Grande Otelo em diversos filmes de chanchada.
Seu nome, no Brasil, era paralelo para os maiores humoristas do cinema, como Charles Chaplin ou Cantinflas.
Foi casado com Margot Louro, com quem teve dois filhos. Na manhã de 15 de julho de 1970, machucou-se ao realizar um salto que fazia em apresentações. Foi internado e, em seguida, sofreu um AVC. Já em coma, faleceu no dia 4 de agosto. Seu corpo foi velado no salão nobre da Assembleia Legislativa da Guanabara, com a presença de mais de duas mil pessoas. O enterro levou cerca de quinhentas pessoas ao Cemitério São João Batista.

## Trabalhos

Em 1960.

Em 1932.

Oscarito atuou em diversas produções brasileiras.
| Ano  | Titulo                      | Papel                                          |
| ---- | --------------------------- | ---------------------------------------------- |
| 1968 | Jovens Pra Frente           | Padre                                          |
| 1968 | A Espiã que Entrou em Fria  | Taxista                                        |
| 1965 | Crônica da Cidade Amada     | Pai                                            |
| 1962 | Os Apavorados               | Didu                                           |
| 1961 | Entre Mulheres e Espiões    | Henrico                                        |
| 1960 | Os Dois Ladrões             | Jonjoca                                        |
| 1960 | Duas Histórias              | Cacareco                                       |
| 1959 | O Cupim                     | Tristão dos Prazeres                           |
| 1959 | Pintando o Sete             | Palhaço Catito                                 |
| 1959 | O Homem do Sputnik          | Anastácio                                      |
| 1959 | Esse Milhão é Meu           | Felismino Tinoco                               |
| 1957 | De Vento em Popa            | Chico                                          |
| 1957 | Treze Cadeiras              | Bonifácio                                      |
| 1957 | Papai Fanfarrão             | Tibério                                        |
| 1956 | Vamos com Calma             | Buscapé                                        |
| 1956 | Colégio de Brotos           | Agapito                                        |
| 1955 | O Golpe                     | Narciso                                        |
| 1955 | Guerra ao Samba             | Camacho e Porfírio                             |
| 1954 | Matar ou Correr             | Xerife Kid Bolha                               |
| 1954 | Nem Sansão nem Dalila       | Horácio / Sansão                               |
| 1953 | A Dupla do Barulho          | Tonico                                         |
| 1952 | Três Vagabundos             | Boa-vida e Carne Assada                        |
| 1952 | Carnaval Atlântida          | Professor Xenofontes                           |
| 1952 | Barnabé, Tu És Meu          | Barnabé                                        |
| 1951 | Aí Vem o Barão              | Carlos Ferderico                               |
| 1950 | Aviso aos Navegantes        | Frederico                                      |
| 1949 | Carnaval no Fogo            | Serafim                                        |
| 1949 | Um Caçula do Barulho        | Operário                                       |
| 1948 | É Com Este Que Eu Vou       | Oscar e Osmar                                  |
| 1948 | Falta Alguém no Manicômio   | Gastão                                         |
| 1948 | ... E o Mundo Se Diverte    | Pacheco, faxineiro do teatro                   |
| 1948 | Asas do Brasil              | Marinheiro                                     |
| 1947 | Este Mundo é um Pandeiro    | Falso marido                                   |
| 1946 | Fantasma por Acaso          | Zézinho ("José Sobrinho Filho") / Daniel Matos |
| 1945 | Não Adianta Chorar          | —                                              |
| 1944 | Gente Honesta               | Risadinha                                      |
| 1944 | Tristezas não Pagam Dívidas | Carlinhos                                      |
| 1942 | Os Malandrões               | —                                              |
| 1941 | O Dia É Nosso               | Dr. Lemos                                      |
| 1941 | 24 Horas de Sonho           | Leôncio                                        |
| 1941 | Céu Azul                    | Vitorino Vitório                               |
| 1939 | Banana da Terra             | Conselheiro-mor                                |
| 1939 | Está Tudo Aí!               | Juquinha                                       |
| 1937 | Bombonzinho                 | —                                              |
| 1936 | Alô, Alô Carnaval           | Homem no cassino                               |
| 1935 | Noites Cariocas             | Homem no bar                                   |
| 1933 | A Voz do Carnaval           | —                                              |